# Вартонові драглі

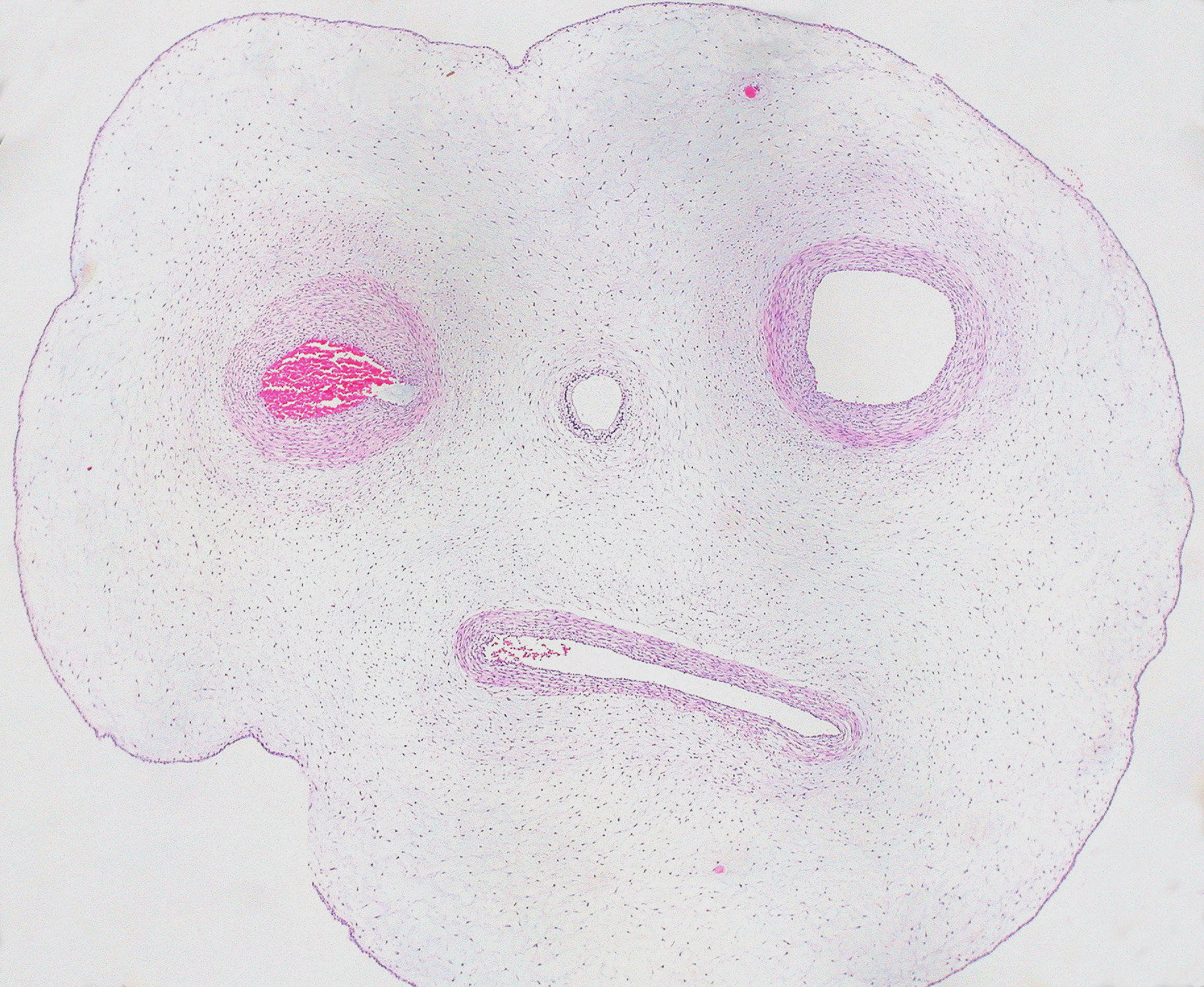
Пуповина (поперечний зріз) Вгорі праворуч і ліворуч: пупкові артерії, знизу: пупкова вена, посередині: залишки аллантоїса. Решта заповнена Вартоновими драглями

Вартонові драглі́ (лат. substantia gelatinea funiculi umbilicalis) — міжклітинна субстанція желеподібної сполучної тканини пуповини.
Вартонові драглі оточують пупкові артерії та пупкову вену в пуповині.
Колаген і ретикулярні волокна утворюють губкоподібне сполучення, у якому міститься мало вільних клітин, але велика кількість мукополісахаридів (гіалуронової кислоти і хондроїтинсульфату). Клітини представлені фібробластами і макрофагами. Завдяки здатності гіалуронової кислоти накопичувати воду, утворюється одночасно міцна та еластична тканинна структура, яка захищає судини пуповини від механічних пошкоджень і перегину.
Вартонові драглі при зміні температури, змінюють свою структуру і тим самим забезпечують фізіологічне прикріплення пуповини в середньому через 5 хв. після народження.
Джерелом розвитку тканини є позазародкова мезодерма ембріобласта. Кількість драглів активно збільшується з 6-го по 8-й місяць вагітності, потім поступово знижується. Цей тип сполучної тканини не зустрічається в організмі людини після народження. Тканина характеризується вираженою основною речовиною, а також вона міститься в різних клітинах, що є похідними мезенхіми (фібробластів, міофібробластів, гладких міоцитів). Волокнистий компонент тканини виражений слабо. Колаген і ретикулярні волокна утворюють губкоподібну субстанцію, в якій міститься мало вільних клітин, але велика кількість мукополісахаридів (гіалуронової кислоти і хондроїтин сульфату). Клітини представлені фібробластами і макрофагами. Завдяки здатності гіалуронової кислоти накопичувати воду, утворюється одночасно міцна та еластична тканинна структура. Драглі забезпечують пружність пупкового канатика, оберігає пупкові судини (пупкові артерії та пупкову вену), що забезпечують кровопостачання плода, від здавлювання і механічних пошкоджень, які неминуче відбувалися б при перегинах та утворенні вузлів пупковим канатиком. У кінці періоду вагітності Вартонові драглі, що розташовані біля судин, переходять в волокнисту сполучну тканину з колагенових волокон. У Вартонових драглях є власні кровоносні судини, що живлять їх, чутливі до концентрації в крові гормону окситоцину.
При проведенні УЗД візуалізується погано.

## Етимологія
Вартонові драглі названі на честь англійського лікаря й анатома Томаса Вартона (1614—1673), який першим описав цю тканину в своїй публікації «Glands of the Entire Body», опублікованій в 1656 році.